# أبو الريحان البيروني
أَبُو الرَّيْحَانِ مُحَمَّدٌ بْنُ أَحْمَدَ البِيرُونِيّ (2 ذو الحجة 362هـ/5 سبتمبر 973م— 29 جمادى الآخرة 440 هـ/9 ديسمبر 1048م) هو باحث مسلم كان رحّآلةً وفيلسوفًا وفلكيًا وجغرافيًا وجيولوجيًا ورياضياتيًا وصيدلانيًا ومؤرخًا ومترجمًا. وصف بأنه من بين أعظم العقول التي عرفتها الثقافة الإسلامية، وقد قال بدوران الأرض حول محورها في كتابه: مفتاح علم الفلك، كما صنف كتبًا تربو عن المائة والعشرين.
يُعتبر البيروني واحدًا من أعظم العلماء الذين عرفهم العصر الإسلامي في القرون الوسطى، شملت معرفته الفيزياء والرياضيات والعلوم الطبيعية، وكان له مكانة مرموقة مؤرخاً وعالم لغويات وعالم تسلسل زمني. درس البيروني كل مجالات العلوم تقريبًا، وكوفئ جزاء أبحاثه وعمله الشاق. سعى له البلاط الملكي وأعضاء أقوياء في المجتمع من أجل حثه على إجراء البحث العلمي ودراسة وكشف بعض الأمور. عاش البيروني خلال العصر الذهبي للإسلام، حيث جرى البحث العلمي جنبًا إلى جنب مع منهجية وتفكير الدين الإسلامي. وعلاوة على هذا النوع من التأثير، تأثر البيروني بالأمم الأخرى أيضًا، مثل الإغريق الذين نال إلهامه منهم خلال دراسته للفلسفة. كان البيروني متحدثًا باللغات الخوارزمية والفارسية والعربية والإغريقية والسنسكريتية والعبرية التراثية والسريانية. قضى البيروني أغلب أوقاته في غزنة، التي صارت عاصمة غزنویان، الواقعة حاليًا في الوسط الشرقي لأفغانستان. سافر البيروني إلى جنوب آسيا وكتب دراسة عن الثقافة الهندية «تحقيق ما للهند من مقولة مقبولة في العقل أو مرزولة» بعد استكشاف الهندوسية الممارسة في الهند. يُلقب البيروني بـ«مؤسس الهنديات أو علم الهند». كما كان معروفًا بكتاباته الموضوعية عن عادات وعقائد العديد من الأمم. ولُقب بالأستاذ نظرًا لوصفه غير المسبوق للهند في بداية القرن الحادي عشر.

## حياته

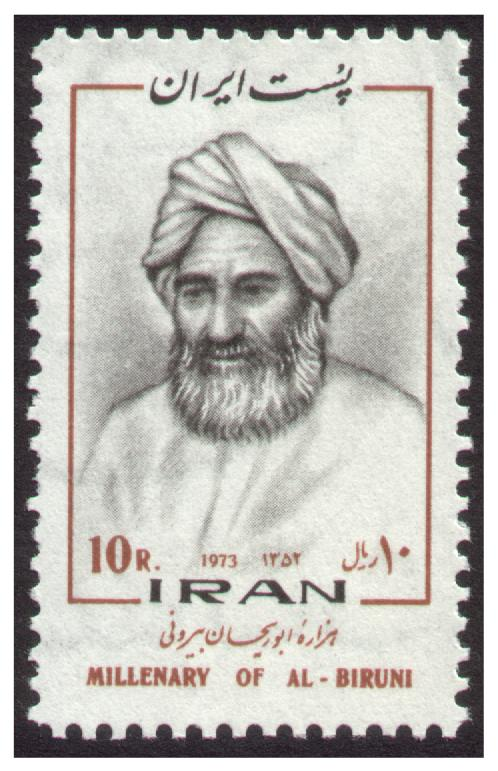
البيروني على طابع بريدي إيراني 1973.

ولد في المدينة الخارجية من بيروني، عاصمة آل آفريغ في خوارزم في وسط آسيا. من أجل إجراء أبحاثه، استخدم البيروني العديد من الوسائل للولوج إلى العديد من المجالات التي كان يدرسها. يعتبر كثيرون البيروني واحدًا من أعظم العلماء في التاريخ، وخاصة في الإسلام بسبب منهجيته واكتشافاته. عاش البيروني في العصر الذهبي للإسلام، والذي شجع على دراسة علم الفلك وإجراء الأبحاث فيه. قضى البيروني أول خمسة وعشرين عامًا من حياته في خوارزم يدرس الفقه الإسلامي والنحو وعلم الكلام والرياضيات وعلم الفلك والطب والفلسفة وكان له باع في علم الفيزياء وغيرها من المجالات العديدة. نجت لغة البيروني، اللغة الإيرانية الخوارزمية، لعدة قرون بعد الإسلام، حتى استولى الأتراك على المنطقة، وكذلك نجت بعض من الثقافة الخوارزمية. لقد كان البيروني متعاطفًا مع آل آفريغ، الذين نكل بهم أعداؤهم المأمونیان عام 995م. غادر البيروني موطنه إلى بخارى، ثم إلى الدولة السامانية تحت قيادة الإمبراطور منصور الثاني بن نوح. وهناك راسل ابن سينا، وكانت تلك فرصة لتبادل الرؤى بين العالمين.
ولد في خوارزم (تابعة حاليا لدولة أوزبكستان) والتي كانت في عهدهِ تابعة لسلالة السامانيين في بلاد فارس.
عام 998م، قصد بلاط أمير زياريون بطبرستان، شمس المعالي قابوس بن وشكمير. وهناك كتب أول أعماله المهمة: الآثار الباقية عن القرون الخالية عن التسلسل الزمني العلمي والتاريخي، وذلك في عام 1000 الميلادي تقريبًا، بالرغم من أنه أجرى بعض التعديلات لاحقًا على الكتاب. كما أنه زار بلاط آل مرزبان في حكم باوندیان. وبقبوله زوال حكم آل آفريغ على يد مأمونیان، أقام البيروني سلامًا مع الأخيرة التي ستحكم خوارزم. وصار بلاطهم في غرغانج (في خوارزم أيضًا) مشهورًا بجمعه للعلماء النابغين.
وفي عام 1017م، نقل محمود الغزنوي أغلب الباحثين، ومنهم البيروني، إلى غزنة، عاصمة الدولة الغزنوية. أصبح البيروني عالم الفلك والمنجم الخاص بالبلاط، وصاحب محمود أثناء غزواته في الهند، وعاش هناك عدة سنوات. كان عمر البيروني 44 عامًا عندما قام بهذه الرحلة مع محمود الغزنوي. أصبح البيروني على معرفة بكل الأمور المتعلقة بالهند. كما أنه تعلم بعضًا من اللغة السنسكريتية. أثناء هذه الرحلة، كتب البيروني دراساته عن الهند، وأنهاها نحو 1030. وبجانب هذه الكتابات، تأكد البيروني أيضًا من مد دراسته إلى العلوم أثناء رحلاته الاستكشافية. وسعى إلى إيجاد وسيلة لقياس طول الشمس، ووضع تصورا مبدئيا لأسطرلاب لهذا الغرض. كان البيروني قادرًا على إحراز تقدم كبير في دراسته عن الرحلات المتواترة التي ذهب فيها إلى أرض الهند.

## مسيرته
ولد في ضاحية من ضواحي خوارزم (حاليًا في أوزبكستان) في الثاني من ذي الحجة لسنة 362 هـ الموافق لسبتمبر 973 م. عاش 40 عاما في الهند، توفي عام 440 هـ.

### اللغات التي نشأ على التحدث بها
بسبب وجوده في خوارزم ولأن مكانه تحيط به العديد من القوميات والأعراق فقد أتقن أبو الريحان البيروني عددًا من اللغات غير العربية كالفارسية والسنسكريتية والسريانية واليونانية.

### نشأته
رحل إلى جرجان وهو في الخامسة والعشرين وكان ذلك في عام 388 هـ/999م[بحاجة لمصدر] حيث التحق ببلاط السلطان أبو الحسن قابوس وشمجير شمس المعالي ونشر هناك أولى كتبه وهو (الآثار الباقية عن القرون الخالية) وحين عاد إلى موطنه التحق بحاشية الأمير أبي العباس مأمون بن مأمون خوارزمشاه الذي عهد إليه ببعض المهام السياسية نظراً لطلاقة لسانه وعند سقوط الإمارة بيد محمود بن سُبُكْتِكِيْن حاكم غزنة عام 407 هـ ألحقه مع طائفة من العلماء إلى بلاطه ونشر ثاني مؤلفته الكبرى (تحقيق ما للهند من مقولة مقبولة في العقل أو مرذولة) كما كتب مؤلفين آخرين كبيرين هما (القانون المسعودي)، (التفهيم لأوائل صناعة التنجيم) توفي سنة 440 هـ/1048م) وأطلق عليه المستشرقون تسمية بطليموس العرب.

## علوم البَيْرُوني

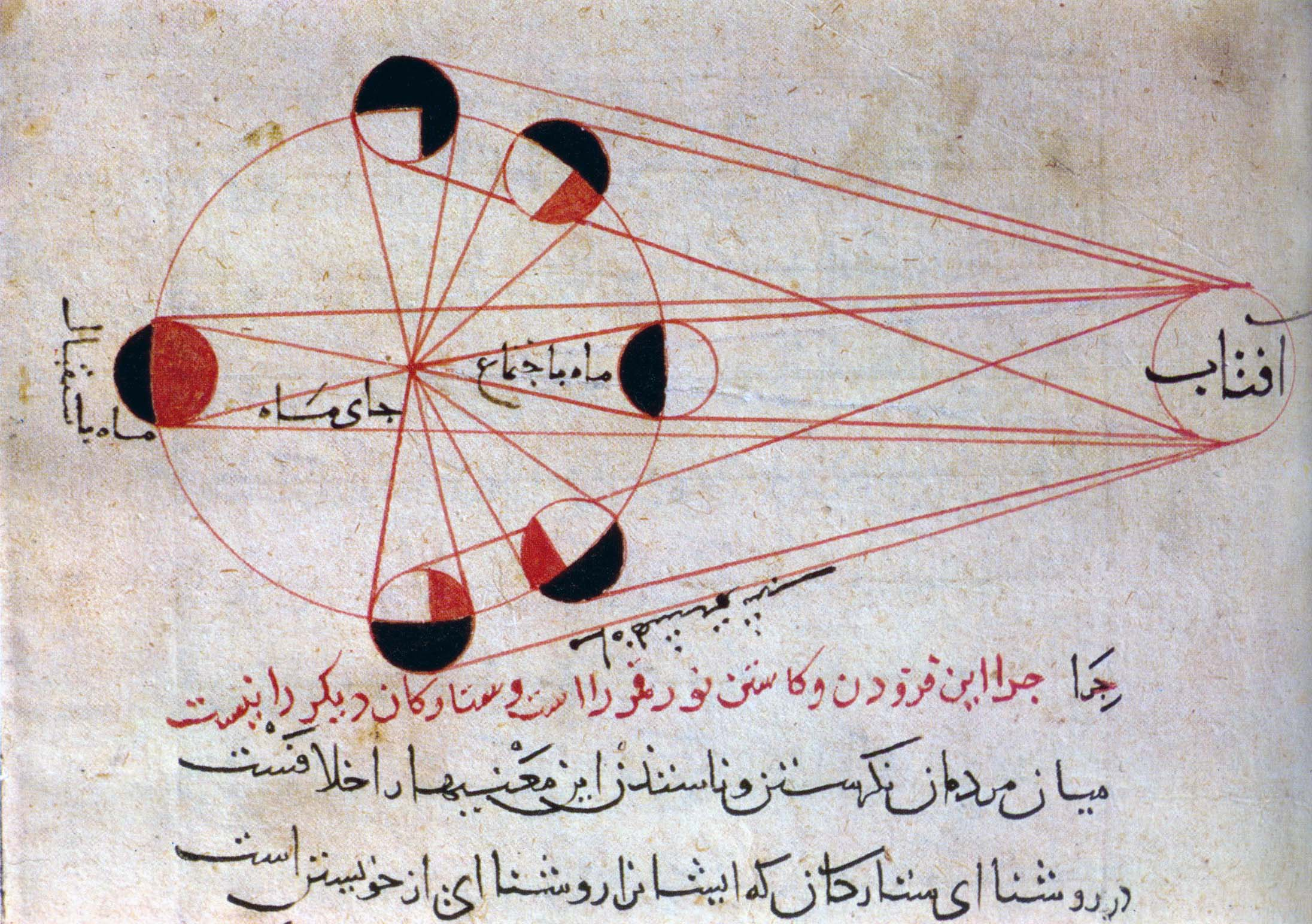
رسم إيضاحي في كتاب “التفهيم” للبيروني باللغة الفارسية يبين أطوار القمر.

حساب أبو الريحان البيروني لمحيط الأرض.

كان عالم رياضيات وفيزياء وله أيضا اهتمامات في مجال الصيدلة والكتابة الموسوعية والفلك والتاريخ. درس الرياضيات على يد العالم منصور بن عراق (970 - 1036م) وعاصر ابن سينا (980 - 1037م) وابن مسكوويه (932 - 1030م) الفيلسوفين من مدينة الري الواقعة في محافظة طهران. تعلم اللغة اليونانية والسنسكريتية خلال رحلاته وكتب باللغة العربية والفارسية. البيروني بلغة خوارزم تعني الغريب أو الآتي من خارج البلدة، كتب البيروني العديد من المؤلفات في مسائل علمية وتاريخية وفلكية ولهُ مساهمات في حساب المثلثات والدائرة وخطوط الطول والعرض، ودوران الأرض والفرق بين سرعة الضوء وسرعة الصوت، هذا بالإضافة إلى ما كتبه في تاريخ الهند. اشتهر أيضا بمؤلفاتهِ عن الصيدلة والأدوية حيث كتب في أواخر حياته كتاباً أسماه «الصيدنة في الطب» أي: الصيدلة، وكان الكتاب عن ماهيات الأدوية ومعرفة أسمائها.

خارطة البيروني

## الهنديات
ذاعت شهرة البيروني كعالم في الهنديات بسبب نصين. كتب البيروني عملًا موسوعيًّا عن الهند بعنوان «تحقيق ما للهند من مقولة مقبولة في العقل أو مرذولة»، وفيه استكشف البيروني كل جانب من الحياة الهندية تقريبًا، ومنها الدين والتاريخ والجغرافيا والجيولوجيا والعلوم والرياضيات. لكنه لم يولِ الكثير من الاهتمام أثناء رحلته إلى التاريخ العسكري والسياسي. على العكس، قرر البيروني توثيق الحياة الهندية العلمية والمدنية بصورة أكبر، مهتمًا بالثقافة والعلم والدين. استكشف البيروني الدين خلال سياق ثقافي ثري. إنه يعبر عن هدفه بشكل بسيط، كما أنه ترجم أيضًا أعمال الحكيم باتانجالي بعنوان «ترجمة كتاب الباتانجالي في الخلاص من الارتباك».
من الأمثلة على تحليل البيروني، ملخصه في توضيح لماذا يكره بعض الهندوس المسلمين. يشير البيروني في بداية كتابه كيف عانى المسلمون في تعلم معرفة وثقافة الهندوس. ويشرح بأن الهندوسية والإسلام مختلفان تمام الاختلاف عن بعضهما البعض. كما أن الهندوسية عانت في القرن الحادي عشر هجمات تدميرية على العديد من المدن، وأخذت الجيوش الإسلامية العديد من رهائن الهندوس إلى بلاد فارس، وهو –كما يدعي البيروني- ما ساهم في ريبة الهندوس من كل الغرباء، لا المسلمين فقط. اعتبر الهندوس المسلمين طائفة عنيفة، ولم يتشاركوا أي شيء معهم. وعبر الزمن، فاز البيروني بترحيب الباحثين الهندوس، وأصبح فصيحًا في اللغة السنسكريتية، وسمح ذلك له بترجمة رياضيات وعلوم وطب وفلك الهندوس وغيرها من المجالات في القرن الحادي عشر إلى العربية. انبهر البيروني بحجج العلماء الهندوس الذين يقيمون الدليل على كروية الأرض، باعتبارها الطريقة الوحيدة لتفسير اختلاف ساعات النهار بالمواسم وخطوط العرض وموقع الأرض النسبي للقمر والنجوم. في نفس الوقت، كان البيروني ناقدًا للكتبة الهندوس، معتقدًا أنهم حرفوا الوثائق بينما كانوا ينسخونها. كما أنه انتقد الهندوس على ما رأى أنهم يفعلونه ولا يفعلونه، مثل افتقارهم للفضول بشأن التاريخ والدين.
اهتم البيروني بدراسة التقويم التقويم الهندي. أظهرت دراسته للموضوع تركيزًا كبيرًا، وفي غنى عن القول بأن مقاربته في البحث العلمي كانت متفوقة. فقد طور منهجية لتحويل تواريخ التقويم الهندي إلى تواريخ ثلاثة من التقويمات المستخدمة في الدول الإسلامية في عصره، الإغريقية، العربية/الإسلامية، والفارسية. كما أن البيروني وظف علم الفلك في تحديد نظرياته، والتي كانت تنطوي على معادلات رياضية معقدة وحسابات علمية سمحت للمرء بتحويل التاريخ والسنين بين التقويمات المختلفة.
لم يكتف الكتاب بالتسجيل المضجر للمعركة؛ لأن البيروني وجد الثقافة الاجتماعية أكثر أهمية. يشمل العمل بحثًا عن العديد من المواضيع حول الثقافة الهندية، منها وصف العادات والتقاليد الهندية. سجل البيروني بالفعل بعض التواريخ السياسية والعسكرية المهمة، وسجل عددًا من المواقع التي حدثت فيها المعارك المهمة، بالرغم من محاولته البعد عن هذه الأحداث في دراسته. وعلاوة على ذلك، سجل البيروني قصصًا عن حكام الهند، موضحًا كيفية حكمهم وأفعالهم المفيدة وكيف أنهم تصرفوا لمصلحة شعبهم. لكن تفاصيله كانت موجزة، ولم يشر إلى أسماء هؤلاء الحكام الحقيقية، مكتفيًا بوضع قائمة لهم فقط. لم يوضح البيروني أفعال هؤلاء الحكام خارج أراضي بلادهم خلال فترة حكمهم، وهو ما يتسق مع موقف البيروني بالبعد عن التاريخ السياسي. وصف البيروني أيضًا جغرافية الهند في عمله. ووثق مختلف مجاري المياه وغيرها من الظواهر الطبيعية. تلك الأوصاف مهمة للمؤرخين المعاصرين لأنهم كانوا قادرين على استخدام دراسة البيروني لتحديد موقع بعض الوجهات في الهند الحديثة. كان المؤرخون قادرين على صنع تناظرات مستنتجين أن بعض المناطق اختفت واستُبدلت بمدن مختلفة. كما تمكنا من تحديد موقع أغلب المعالم، مما يضفي شرعية على مساهمات البيروني وإفادتها للتاريخ الحديث وعلم الآثار.
البيان المحايد الذي قدمه البيروني عن الهندوسية كان غير مسبوق في وقته. فقد أشار إلى موضوعيته الكاملة في الكتابة، والبعد عن التحيز كما يجب أن يكون المؤرخ الحق. وثق البيروني كل شيء عن الهند كما حدث. ولكنه أشار إلى عدم ثقته في بعض الروايات التي تلقاها من الهنود الأصليين، ولكنه حاول تحري الدقة قدر المستطاع. يشبه محمد ياسين عمله بـ«جزيرة سحرية هادئة محايدة في وسط عالم يعج بالسيوف والمدن المحروقة والمعابد المنهوبة.» كانت كتابات البيروني شاعرية، وهو ما قلل قيمتها التاريخية طبقًا لمعايير العصور الحديثة. كما أن افتقارها لوصف المعارك والسياسات جعل الصورة ناقصة. ولكن بالرغم من ذلك، يستشهد البعض بكتابات البيروني للتحقق من معلومات تاريخية من مصادر أخرى قد تكون مبهمة أو دقتها محل مسائلة.

## علم الإنسان
كتب البيروني عن الناس والعادات والأديان الخاصة بشبه القارة الهندية. وطبقًا لأكبر س. أحمد، فقد كان البيروني، مثل علماء الإنسان المعاصرين، منشغلًا بتدوين الملاحظات حول مجموعة معينة من الناس، حيث تعلم لغتهم ودرس نصوصهم الأولية، وقدم نتائجه بموضوعية وحيادية مستخدمًا دراسات ثقافية مقارنة. يستنتج أكبر س. أحمد أن البيروني يُعتبر أول علماء الإنسان، بالرغم من أن البعض يشكك في أنه عالم إنسان بالمعنى التقليدي للكلمة.

### الرياضيات والفلك

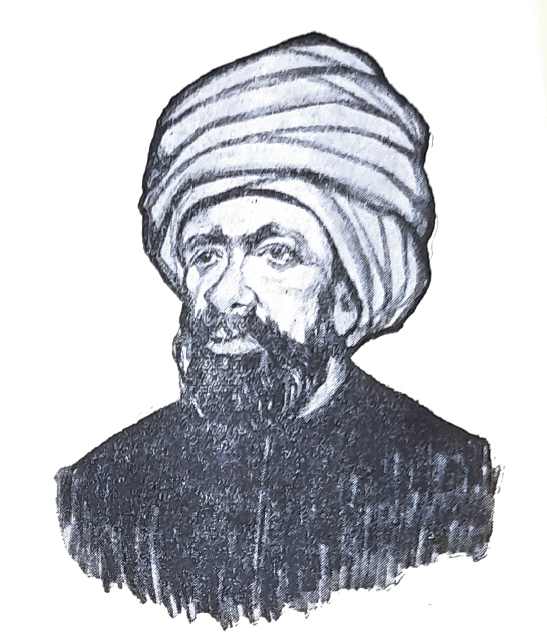
رسم تخيُّلي لأبي الريحان البيروني.

خصص البيروني 95 كتابا من أصل 146 كتاب معروف لهُ من أجل دراسة علوم الفلك والرياضيات والمواضيع المتعلقة بها مثل الجغرافيا الرياضية،  ساهم دينه في دراساته العلمية المتعلقة بالفلك، إذ يتطلب إجراء الصلاة بشكل صحيح معرفة جيدة باتجاه القبلة وإمكانية تحديد هذا الاتجاه من كل مكان، وهذا يحتاج إلى دراسات فلكية دقيقة.
كانت دراسات البيروني المتعلقة بعلوم الفلك، متركزة بمعظمها على النصوص الرياضية والعلمية، أما التنبؤ الفلكي فلم يشغل سوى الفصل الأخير، فلم يكن البيروني من متبني علم التنجيم، حتى أنه وصل إلى وصف الأبراج الفلكية بأنها مجرد شعوذة.
أما بخصوص النقاش المطروح من قبل العلماء المسلمين الآخرين حول حركة الأرض، اعترف البيروني أنه غير قادر على إثبات أو نفي حركتها، لكنه علق بشكل إيجابي على الاقتراح القائل بأن الأرض تتحرك، كتب أيضاً تعليقاً مطولاً على علم الفضاء الهندي في كتابه "تحقيق ما للهند من مقولة مقبولة في العقل أو مرذولة" والذي كان بمعظمه ترجمة لأعمال أريابهاتا، وفي هذا الكتاب يدعي البيروني بأنه حل مسألة دوران الأرض في كتاب فلكي لم يبق له أثر اليوم يدعى "مفتاح علم الهيئة".
إن دوران الأرض لا يؤدي بأي شكل من الأشكال إلى الإخلال بمفاهيم علم الفلك، إذ يمكن تفسير جميع المظاهر ذات الطابع الفلكي تبعاً لهذِه النظرية بشكل طبيعي، لكن مع ذلك توجد أسباب أخرى تجعل ذلك مستحيلاً، وللإجابة على هذا السؤال الصعب جداً، قام أبرز علماء الفلك القدماء والمعاصرين بدراسة مسألة دوران الأرض وحاولوا نفيها، نحن أيضاً ألفنا كتاباً حول هذه المسألة هو "مفتاح علم الهيئة"، وفيه نعتقد أننا تجاوزنا سابقينا.
في وصفه لأسطرلاب أبو سعيد السجزي، يلمح البيروني إلى النقاشات المعاصرة حول حركة الأرض، ودخل في مراسلة مطولة -ومحتدمة أحيانا- مع ابن سينا هاجم فيها بشكل متكرر فيزياء أرسطو للأجرام السماوية، ويقول بأن الخلاء الفيزيائي قابل للوجود من خلال مبادئ التجربة البسيطة،  كما ذكر أنه «مذهول» بضعف حجة أرسطو ضد المدارات الإهليجية بحجة أنها سوف تولد الخلاء،  هاجم مبدأ عدم قابلية تغيير الدوائر السماوية  وهكذا.
في عمله الفلكي الموسع الأساسي "القانون المسعودي"، استخدم البيروني معطياته المستمدة من الملاحظة لنفي فرضية بطليموس حول ثبات الشمس، لم يقم فقط بإجراء الأبحاث على النظريات الموجودة، ولكنه قام أيضاً بكتابة تحليل وشرح مطول عن الأسطرلاب وكيف يجب أن يعمل، كما رسم نماذج مختلفة وعديدة لأدوات مختلفة تم اعتبارها نماذج بدائية سليفة لبعض الاختراعات الحديثة مثل الساعة والأسطرلاب، والتي استخدمت لاحقا من قبل علماء آخرين لإكمال هذه الاختراعات في السنوات اللاحقة.
حديثاً استعملت بيانات البيروني حول الكسوف من قبل دانثرون عام 1749 للمساعدة في تحديد تسارع القمر، وتم إدخال بياناته في السجلات التاريخية الفلكية ولا تزال قيد الاستخدام إلى اليوم في علوم الفلك والعلوم الجيوفيزيائية.

### الفيزياء
ساهم البيروني في تقديم المنهج العلمي التجريبي إلى علم الميكانيك ووحد بذلك علمين هما علم الفيزياء الساكنة وعلم الحركة،  وجمع أبحاث علم الفيزياء المائية الساكنة مع علم الحركة واضعاً أساس العلوم الهيدروديناميكية.
أوجد البيروني أيضاً عدداً من الوسائل لاكتشاف وحساب الكثافة، الوزن بالإضافة إلى الجاذبية، حتى أنه وصل إلى وصف الأدوات المناسبة للاستخدام مع كل منها، بالرغم من أن البيروني لا يركز على الفيزياء لوحدها في أي من كتبه، تبقى دراسة الفيزياء حاضرة ضمن العديد من مؤلفاته، إضافة إلى ذلك قام البيروني بطرح عدد من الفرضيات حول الحرارة والضوء.

### الجغرافيا
وضع البيروني طريقة لقياس نصف قطر الأرض من خلال ملاحظة ارتفاع جبل، وقام بتطبيقها في ناندانا في بيند دادان خان الموجودة في باكستان حالياً. لقد كان مهتماً إلى حد كبير بعلوم الأرض إذ تضمنت أعماله الكثير من الأبحاث عن كوكبنا، وكانت نتيجة اكتشافه لطريقة قياس قطر الأرض هي ثمرة أبحاثه الشاقة والمطولة في هذا المجال.

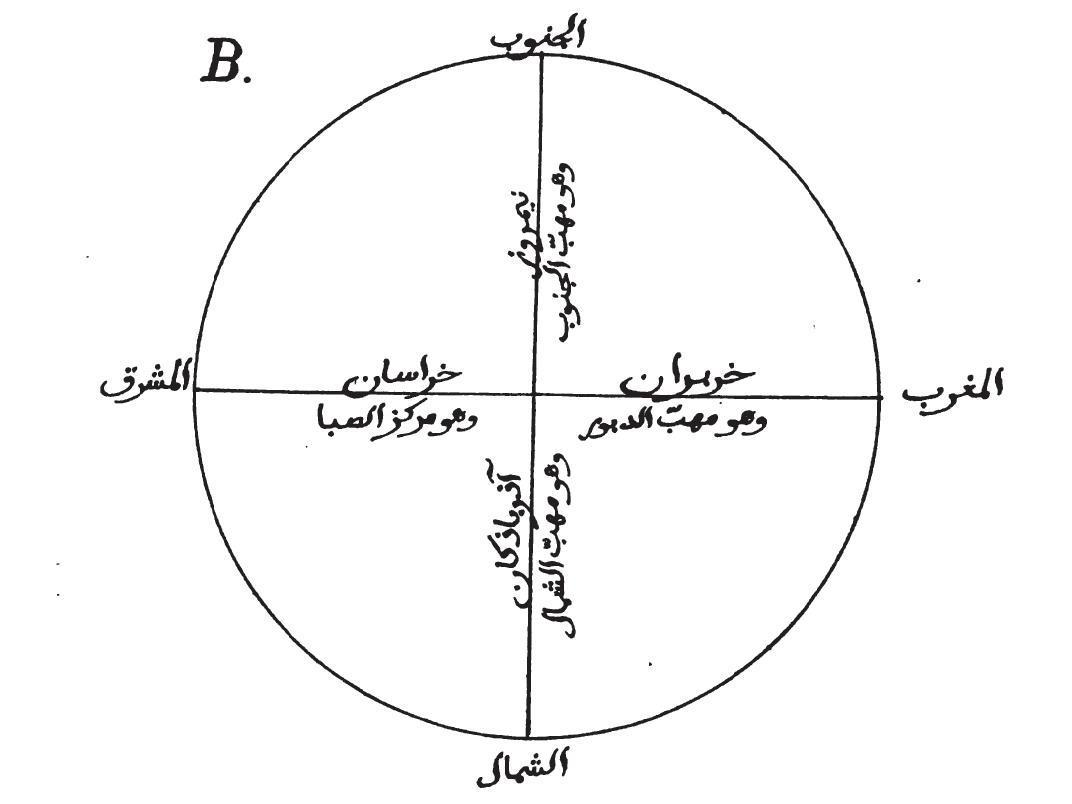
خارطة البيروني للأرض.

افترض البيروني في أحد كتبه أيضاً وجود قارة أو أكثر ضمن المساحة المائية الشاسعة التي تفصل بين قارتي أوروبا وآسيا، تم اكتشاف صحة هذا التنبؤ فيما بعد باكتشاف القارتين الأميركيتين، استنتج البيروني وجودها على أساس حساباته الدقيقة لقطر الأرض واعتماداً على تقدير مساحة قارات العالم القديم الثلاثة (آسيا وأفريقيا وأوروبا)، واستنتج أنها لا تمثل سوى خمسي محيط الأرض، كما استفاد من اكتشاف مبدأ الجاذبية النوعية، والذي استنتج من خلاله أن العملية الجيولوجية التي أدت إلى ظهور الصفيحة القارية الآسيوية الأوروبية يجب أن تكون قد أظهرت قارات أخرى في المحيط الشاسع بين آسيا وأوروبا.
كما ذكر البيروني أن هذه القارة الواسعة هي مأهولة بالسكان غالباً، وهذا ما استنتجه من خلال معرفته بأن البشر يسكنون الحزام المكون من الأطراف الشمالية والجنوبية للقارات المعروفة ممتدين من روسيا إلى جنوب الهند وجنوب أفريقيا، ومفترضاً أن هذه القارة المجهولة يجب أن تمتد على هذا الحزام.

### علوم الأدوية ودراسة المعادن
أهم إنجازات البيروني في علم الأدوية هو موسوعة دوائية شاملة دعاها باسم كتاب الصيدلة في الطب، وقام فيها بوصف جميع الأدوية التي كانت معروفة في ذلك الوقت، بالإضافة إلى مرادفات أسماء هذه الأدوية بلغات مختلفة مثل السريانية واليونانية والأفغانية والبلوشية والكردية وبعض اللغات الهندية.
أما في مجال علم المعادن، فقد قام البيروني باستخدام جهاز خاص، قام بتركيبه بنفسه، لتحديد الكثافة النسبية لعدد من المعادن والعناصر الطبيعية بنجاح ودقة عاليين.

### علم التاريخ
أهم كتب البيروني حول التاريخ السياسي هو كتاب المسامرة في أخبار خوارزم، ولا نعرف عنه اليوم شيئاً إلا اقتباساتٕ ذكرها البيهقي في التاريخ المسعودي، إضافة إلى ذلك نجد نقاشاً طويلاً حول الأحداث التاريخية وطريقة تدوين التاريخ مع لائحة أسماء الملوك في كتاب الآثار الباقية عن القرون الخالية وكتاب القانون المسعودي بالإضافة إلى أماكن أخرى من كتاب الآثار الباقية في الهند، وفي العديد من أعماله الأخرى. 
لم تكن دراسات البيروني التاريخية محصورة في المجالات سابقة الذكر، بل تطرق أيضاً إلى موضوع نشأة الأرض، وناقش حقيقة أن الأرض تكونت من العناصر الطبيعية وليس فقط بفعل عملية خلق إلهية، بالرغم من تأثره بالديانة الإسلامية اعترف بدور هذه العناصر.

### تاريخ الأديان
يعتبر البيروني واحداً من أهم العلماء والمرجعيات التاريخية الإسلامية في مجال تاريخ الأديان، فقد كان رائداً في مجال دراسة مقارنة الأديان، إذ درس الديانات الزرادشتية واليهودية والهندوسية والمسيحية والبوذية والإسلامية وغيرها من الأديان، وتعامل مع الأديان المختلفة بشكل حيادي محاولاً فهم أفكار ومنطق كل منها بدلاً من محاولة نفي معتقداتها.
اعتمد البيروني في دراسته للأديان فكرة جوهرية هي أن الثقافات جميعها لا بد أن تكون مرتبطة بعضها بالآخر بشكل ما، إذ أنها جميعاً مفاهيم وبنى بشرية، "الفكرة التي يبدو أن البيروني يحاول طرحها هي وجود جوهر إنساني في كل ثقافة مما يجعل جميع هذه الثقافات - مهما بدت بعيدة للوهلة الأولى - مجموعة من الأقارب البعيدين.
قسم البيروني الهندوس إلى فئة مثقفة وفئة غير مثقفة، ووصف الفئة المثقفة بأنها توحيدية تؤمن بأن الإله هو رب واحد خالد مطلق القدرة وتتجنب جميع أشكال عبادة الرموز الأخرى، أما الفئة الجاهلة من الهندوس فهي التي تقوم بعبادة الرموز الدينية المقدسة العديدة، كما أشار إلى أن الإسلام بحد ذاته يشمل بعض الاتجاهات الدينية التي تؤمن بصورة إلهية قريبة من البشر (مثل الجبرية).

### في الأدب
رغم اهتمامه بالعلوم التطبيقية، إلا أنه أسهم في الأدب أيضًا؛ فكتب شرح ديوان أبي تمام، ومختار الأشعار والآثار. كما كان صاحب مؤلَّفات عديدة في الفلسفة، مثل: كتاب المقالات والآراء والديانات، ومفتاح علم الهند، وجوامع الموجود في خواطر الهنود، وغيرها.

## أعمال البيروني وأهم كتبه
كانت معظم أعمال البيروني مدونة باللغة العربية بالرغم من أنه كتب واحداً من روائع كتبه (كتاب التفهيم لأوائل صناعة التنجيم) باللغتين العربية والفارسية، مظهراً براعته بكلتا اللغتين، يذكر البيروني في فهرس أعماله حتى عمر الـ 63 عاماً شمسياً (65 عاماً قمرياً) 103 عناوين موزعة على 12 موضوعاً: الفلك، الجغرافيا الرياضية، الرياضيات، النواحي والحركات الفلكية، الأدوات الفلكية، التاريخ، قسم غير مصنف، المذنبات، التنبؤ الفلكي، القصص، الدين، إضافة إلى الكتب التي لم يعد يمتلكها.
تحقيق ما للهند من مقولة مقبولة في العقل أو مرذولة
هو أهم وأوسع كتاب وصلنا في وصف عقائد الهندوسيين، وشرائعهم وعاداتهم في أنكحتهم وأطعمتهم وأعيادهم، ونظم حياتهم، وخصائص لغتهم. ويعرف بأسماء أخرى مثل كتاب الهند، كتاب البيروني تحقيق ما للهند، الهند للبيروني: وهو ملخص لثقافة وأديان شعوب الهند.

### مجموعة من كتب البيروني الباقية
كتاب التفهيم لأوائل صناعة التنجيم
وهو مؤلف باللغة الفارسية.
الآثار الباقية عن القرون الخالية
وهو دراسة نقدية مقارنة لتواريخ وثقافات الحضارات السابقة (متضمناً عدة فصول عن الشعوب المسيحية)
 ويحوي معلومات فلكية ورياضية وتاريخية.
التقويم الملكاني
وهو نص عربي مترجم إلى الفرنسية مقتبس من كتاب الآثار الباقية عن القرون الخالية.
القانون المسعودي
وهو موسوعة عن علم الفضاء والجغرافيا والهندسة، أهداه إلى مسعود بن محمود الغزنوي حاكم الدولة الغزنوية.
التفهيم لصناعة التنجيم
وهو كتاب مكتوب بأسلوب الأسئلة والأجوبة عن الرياضيات وعلم الفضاء باللغتين العربية والفارسية.
كتاب الصيدنة
(أي: الصيدلة) وهو موسوعة للأدوية واستعمالاتها.
الجماهر في معرفة الجواهر
دليل جيولوجي في معرفة العناصر المعدنية والجواهر، أهداه إلى مودود بن مسعود الغزنوي.
الإسطرلاب.
كتاب عن محمود الغزنوي ووالده.
رسالة البيروني.

### الأعمال الفارسية منها
كتب البيروني معظم مؤلفاته باللغة العربية التي كانت لغة الثقافة والعلم في ذلك العصر، إلا أن النسخة الفارسية من كتاب التفهيم لأوائل صناعة التنجيم يعتبر واحداً من أهم المؤلفات العلمية الباكرة المدونة باللغة الفارسية، حتى أنه أصبح فيما بعد مصدراً لاقتباس المفردات والمصطلحات اللغوية الفارسية، يتميز هذا الكتاب بكونه يقدم أصول العلوم بشكل مفصل وبارع.
الاستيعاب في تسطيح الكرة
التعليل بإجالة الوهم في معاني النظم
التفهيم لأوائل صناعة التنجيم
على طيق المدخل وهو علم يبحث عن التدرج من أعم الموضوعات إلى أخصها ليحصل بذلك موضوع العلوم المندرجة تحت ذلك الأعم ولما كان أعم العلوم موضوعا العلم الإلهي جعل تقسيم العلوم من فروعه ويمكن التدرج فيه من الأخص إلى الأعم على عكس ما ذكر لكن الأول أسهل وأيسر وموضوع هذا العلم وغايته ظاهر.
تجريد الشعاعات والأنوار
الجماهر في معرفة الجواهر
قام البيروني في هذا الكتاب بوضع الجواهر والفلزات وهو من أوائل من وضع الوزن النوعي لبعض الفلزات والأحجار الكريمة وذكر أن الكثير من الجواهر الثمينة متشابهات في اللون وقد وصف الأحجار الكريمة مثل الياقوت واللؤلؤ والزمرد والألماس والفيروز و[وضح من هو المقصود ؟] و[وضح من هو المقصود ؟] والجست وهو [وضح من هو المقصود ؟] وغيرها من الأحجار الكريمة وذكر أيضا الفلزات مثل الزئبق والذهب والفضة والنحاس والحديد و[وضح من هو المقصود ؟].
التنبيه في صناعة التمويه
الآثار الباقية عن القرون الخالية
في النجوم والتاريخ مجلد وهو كتاب مفيد ألفه لشمس المعالي قابوس وبين فيه التواريخ التي تستعملها الأمم والاختلاف في الأصول التي هي مباديها وبيرون بالباء والنون بلد بالسند كما في عيون الأنباء وقال السيوطي هو بالفارسية البراني سمي به لكونه قليل المقام بخوارزم وأهلها يسمون الغريب بهذا الاسم وهذا الكتاب تحقيق سخاو أيضاً.
الإرشاد في أحكام النجوم
الاستشهاد باختلاف الأرصاد
وقال أن أهل الرصد عجزوا عن ضبط أجزاء الدائرة العظمى بأجزاء الدائرة الصغرى فوضع هذا المؤلف لإثبات هذا المدعى.
الشموس الشافية
العجائب الطبيعية والغرائب الصناعية
تكلم فيه على العزائم والنيرنجيات والطلسمات بما يغرس به اليقين في قلوب العارفين ويزيل الشبه عن المرتابين.
القانون المسعودي
في الهيئة والنجوم ألفه لمسعود بن محمود بن سُبُكْتِكِيْن (محمود الغزنوي) في سنة إحدى وعشرين وأربعمائة حذا فيه بطلميوس في المجسطي وهو من الكتب المبسوطة في هذا الفن.
كتاب الأحجار
مختار الأشعار والآثار
استخراج الأوتار في الدائرة بخواص الخط المنحني فيها
كتاب استخراج الأوتار في الدائرة بخواص الخط المنحني فيها تحقيق دكتور أحمد سعيد الدمرداش.

## إنجازاته
- أوجد الكثافة النسبية لعدد من المعادن والتي جاءت مطابقة أو مقاربة لما هو مقرر في عصرنا الحديث[29]

## وفاة البيروني وإرثه

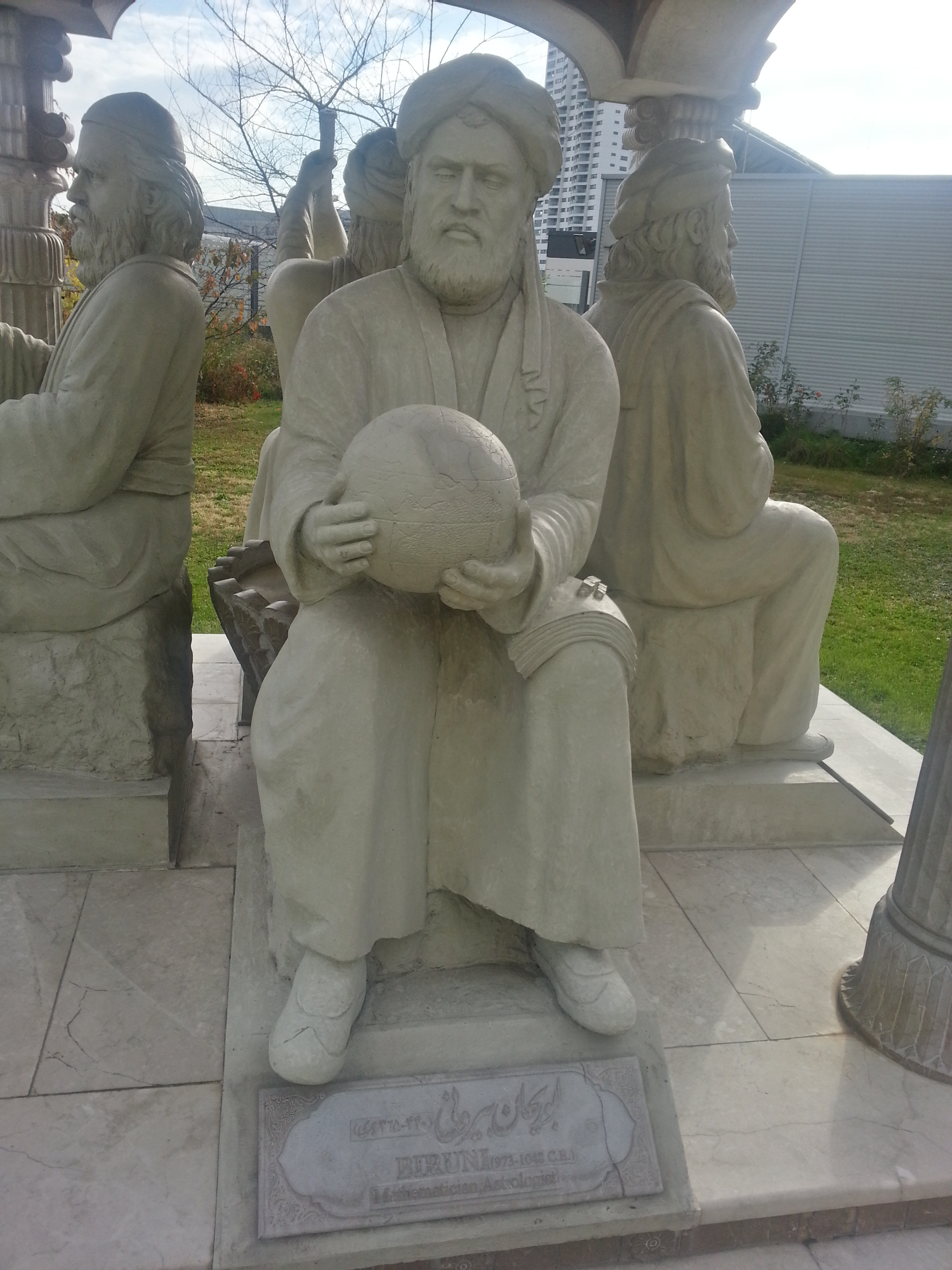
تمثال البيروني في جناح العلماء الفارسيين أمام مكتب الأمم المتحدة في فيينا، النمسا.

بعد وفاة البيروني خلال فترة حكم العائلة الغزنوية وخلال القرون اللاحقة لم يبنى على أبحاثه للوصول إلى مكتشفات جديدة، كما لم يقتبس المؤلفون الآخرون هذه الكتب بشكل كبير، ولم تعد هذه المؤلفات للظهور والانتشار الواسع إلا في الغرب الأوروبي بعد مرور مئات السنين على وفاته، خصوصاً كتابه عن الحضارة الهندية الذي أصبح مهماً لنشاطات الإمبراطورية البريطانية في الهند منذ القرن السابع عشر.
أنتج فيلم عن حياة البيروني في الاتحاد السوفييتي عام 1974، كما تم إطلاق اسمه على إحدى الفوهات البركانية على سطح القمر، وعلى الكويكب 9936 Al- Biruni.
في حزيران يونيو من عام 2009، قامت إيران بإهداء جناح أثري لمكتب الأمم المتحدة في فيينا، ووضع في القصر التذكاري المركزي في مركز فيينا الدولي، دعي هذا الجناح باسم جناح العلماء، وهو يحتوي على تماثيل لـ 4 علماء إيرانيين بارزين هم ابن سينا، أبو ريحان البيروني، أبو بكر محمد بن زكريا الرازي، وعمر الخيام.
| المعدن        | ما أوجده البيروني | ما هو مقرر في العصر الحديث |
| ------------- | ----------------- | -------------------------- |
| البلور الصخري | 2.58              | 2.58                       |
| الحديد        | 7.74              | 7.79                       |
| الزئبق        | 13.59             | 13.59                      |
| زمرد          | 2.73              | 2.73                       |
| لؤلؤ          | 2.73              | 2.75                       |

سميت فوهة بركانية على سطح القمر باسمه إلى جانب 300 اسما لامعا اختير لتسمية الفوهات البركانية على القمر ومنهم الخوارزمي وأرسطو وابن سينا.

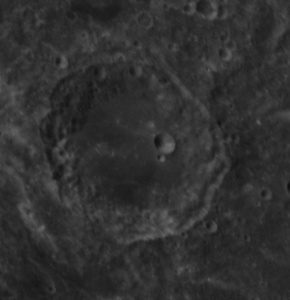
الفوهة القمرية المسماة: «البيروني».